# Елдерейдо (Іллінойс)
Елдерейдо (англ. Eldorado) — місто (англ. city) в США, в окрузі Салін штату Іллінойс. Населення — 3743 особи (2020).

## Географія
Елдерейдо розташоване за координатами 37°48′42″ пн. ш. 88°26′30″ зх. д. / 37.81167° пн. ш. 88.44167° зх. д. (37.811726, -88.441578).  За даними Бюро перепису населення США в 2010 році місто мало площу 6,30 км², з яких 6,19 км² — суходіл та 0,11 км² — водойми.

## Демографія
Згідно з переписом 2010 року, у місті мешкали 4122 особи в 1796 домогосподарствах у складі 1044 родин. Густота населення становила 655 осіб/км².  Було 2053 помешкання (326/км²).
Расовий склад населення:
| - 97,3 % — білих - 0,8 % — чорних або афроамериканців - 0,2 % — корінних американців - 0,1 % — вихідців з тихоокеанських островів - 0,1 % — азіатів |

До двох чи більше рас належало 1,1 %. Частка іспаномовних становила 1,3 % від усіх жителів.
За віковим діапазоном населення розподілялося таким чином: 22,2 % — особи молодші 18 років, 57,7 % — особи у віці 18—64 років, 20,1 % — особи у віці 65 років та старші. Медіана віку мешканця становила 41,3 року. На 100 осіб жіночої статі у місті припадало 90,9 чоловіків;  на 100 жінок у віці від 18 років та старших — 86,4 чоловіків також старших 18 років.
Середній дохід на одне домашнє господарство  становив 40 249 доларів США (медіана — 26 344), а середній дохід на одну сім'ю — 46 592 долари (медіана — 33 690). Медіана доходів становила 37 384 долари для чоловіків та 25 882 долари для жінок. За межею бідності перебувало 30,7 % осіб, у тому числі 43,3 % дітей у віці до 18 років та 13,7 % осіб у віці 65 років та старших.
Цивільне працевлаштоване населення становило 1514 особи. Основні галузі зайнятості: освіта, охорона здоров'я та соціальна допомога — 23,0 %, роздрібна торгівля — 15,1 %, виробництво — 13,5 %.